# Йохан I (Източна Фризия)
Йохан I от Източна Фризия (на немски: Johann I Graf von Ostfriesland; * 1506; † 6 юни 1572) от фамилията Кирксена е неуправляващ граф на Графство Източна Фризия (1528 – 1540) и от 1543 г. губернатор на Лимбург, господар на Фалкенбург, Дарбюи и Халем. Той управлява заедно с брат си Ено II (1505 – 1540).
Той е третият син на граф Едзард I (1462 – 1528) и на Елизабет фон Ритберг († 1512), дъщеря на граф Йохан I фон Ритберг († 1516) и Маргарета фон Липе († 1527).
Йохан е католик, а брат му Ено II е лутеран. През 1543 г. император Карл V назначава Йохан за щатхалтер/губернатор на Херцогство Лимбург. Той получава Ордена на Златното руно.

## Фамилия
Йохан I се жени на 11 ноември 1539 г. в Брюксел за Доротея Австрийска (1516 – 1572), наследничка на Фалкенбург, Дарбюи и Халем, леди на кралица Мария Хабсбург-Унгарска, и незаконна дъщеря на император Максимилиан I, херцог на Бургундия и Брабант (1459 – 1519) и Анна фон Хелфенщайн. Те имат две деца:
- Анна от Източна Фризия, омъжена за граф Йост (Йодокус) фон Бронкхорст-Гронсфелд-Лимбург († 1589)
- Максимилиан от Източна Фризия, граф на Дарбюи (* 1542 в Емден; † 1600), женен на 14 септември 1564 г. за Барбе де Лален († 15 ноември 1610)